# وادي غرندل
قرية وادي غرندل هي إحدى القرى التابعة لمركز أبو زنيمة في محافظة جنوب سيناء في جمهورية مصر العربية. حسب إحصاءات سنة 2018، بلغ إجمالي السكان في وادي غرندل 1,000 نسمة، منهم 520 رجل و 480 إمرأة.